# Aulacocephalodon

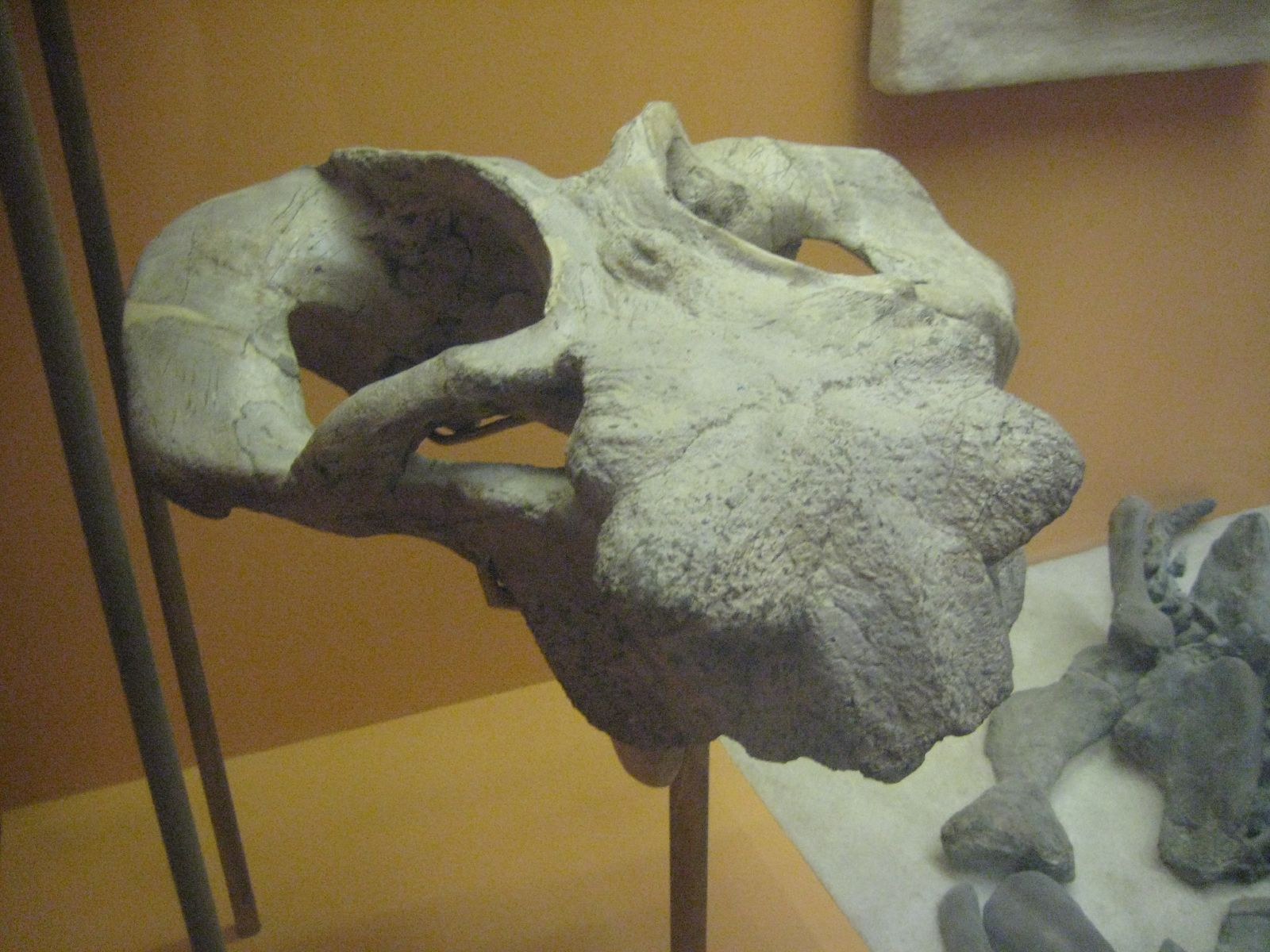
Череп Aulacephalodon baini

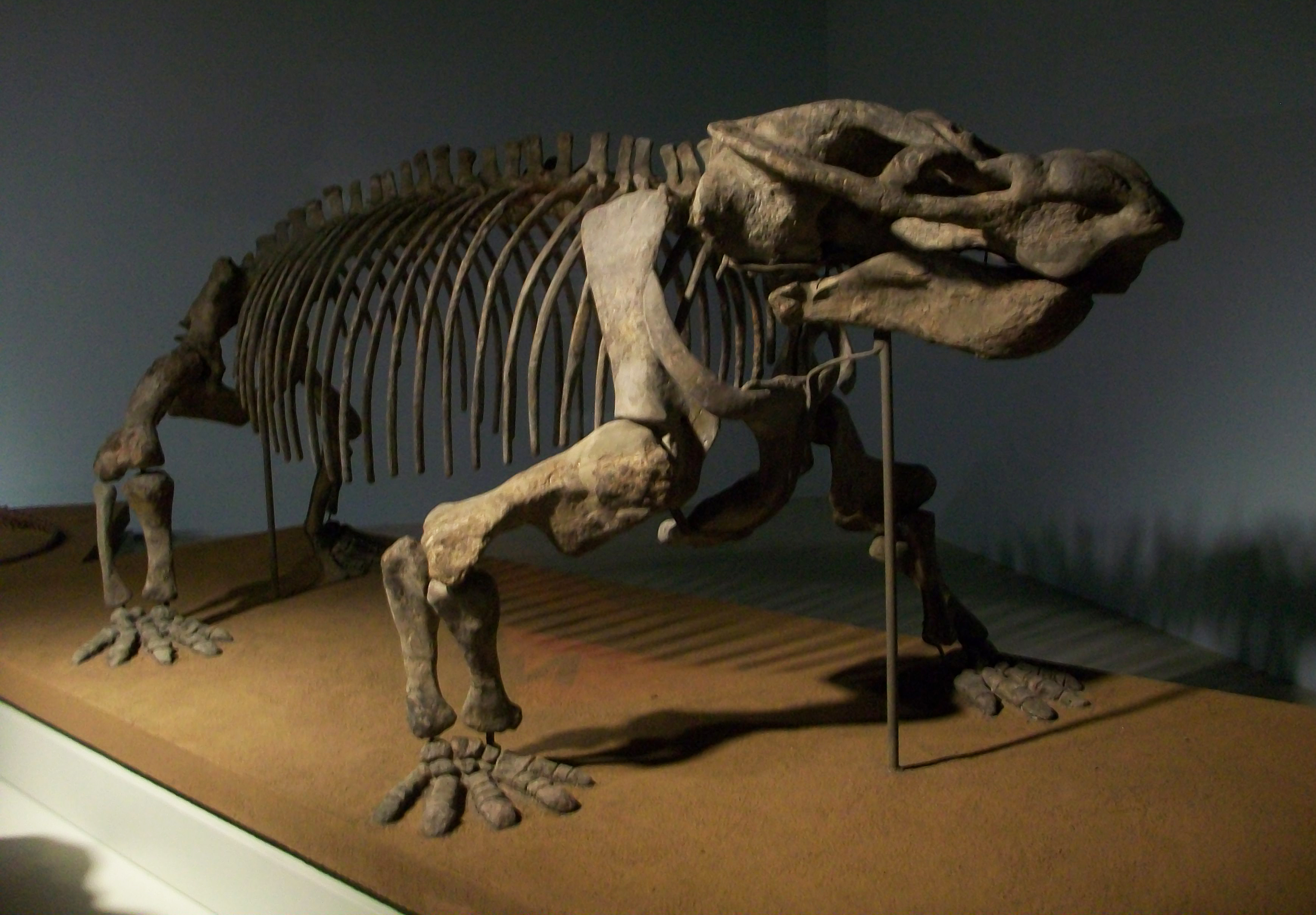
Скелет A. peavoti у Польовому музеї природознавства

Авлакоцефалодон (Aulacocephalodon або Aulacephalodon) — великий  пізньопермський дицинодонт. Належить до групи пристеродонтів.
Череп дуже широкий, низький, з кістковими виростами перед очима. Ширина черепа більше довжини. Верхні ікла невеликі, інші зуби відсутні, мав широкий роговий дзьоб. Тіло масивне, ноги товсті і досить короткі. Довжина черепа до 40 см, загальна довжина до 2 м.
Рослиноїдна тварина, приблизно 2 види мешкали в Південній  Африці в самому кінці пермської епохи (зона Cistecephalus — Dicynodon). Типовий вид — A. baini, описано Р. Оуеном в 1855 р.
Відомі відбитки слідів, які показують, що при ходінні передні ноги були розчепірені, задні — напіввипростані. Ймовірно, пересувалися дуже повільно.

## Ресурси Інтернету
- https://web.archive.org/web/20080102070301/http://www.fmnh.helsinki.fi/users/haaramo/Metazoa/Deuterostoma//Chordata/Synapsida/Anomodontia/Pristerodontia.htm
- https://web.archive.org/web/20080319082341/http://www3.telus.net/therapsid/pristerognathus.htm

## Виноски
1. ↑  Govender, R. (2008). Description of the postcranial anatomy of Aulacephalodon baini and its possible relationship with "Aulacephalodon peavoti" (PDF). South African Journal of Science. 104 (11-12): 479—486. ISSN 0038-2353. Архів оригіналу (PDF) за 24 вересня 2015. Процитовано 15 липня 2014.